# Stor koalition
Stor koalition är en beteckning på en koalitionsregering som består av två eller flera stora partier som annars är varandras motståndare, med utelämnande av alla eller de flesta mindre partier. Stora koalitioner kan bildas då det inte finns majoritet för något annat rimligt regeringsalternativ eller i krissituationer.
Stor koalition finns i dagsläget i bland annat Danmark, där de traditionella huvudmotståndarna Socialdemokratiet och Venstre bildade regering 2022 under socialdemokraten Mette Frederiksens ledning ihop med det nya partiet Moderaterne. Tyskland styrdes 2005–2009 och 2013-2021 av en stor koalition under ledning av Angela Merkel. Österrike styrdes under flera decennier av en stor koalition. Europaparlamentet har i många år, med undantag för mandatperioden 1999–2004, dominerats av en stor koalition mellan den konservativa-kristdemokratiska gruppen och den socialdemokratiska gruppen.